# Clytia cariadentata
Clytia cariadentata är en nässeldjursart som beskrevs av John Fraser 1938. Clytia cariadentata ingår i släktet Clytia och familjen Campanulariidae. Inga underarter finns listade i Catalogue of Life.